# Krvava Peč
Krvava Peč este o localitate din comuna Velike Lašče, Slovenia, cu o populație de 26 de locuitori.